# Darren Fichardt
Darren Clive Fichardt (* 13. Mai 1975 in Pretoria) ist ein südafrikanischer Berufsgolfer. 

## Werdegang
Er schlug 1994 die Profilaufbahn ein und wandte sich zunächst der südafrikanischen Turnierserie Sunshine Tour zu. Dort gewann er in den Saisons 1999/2000 und 2003/04 die Geldranglistenwertung. Seit 2001 spielt Fichardt auch auf der European Tour und hat bislang zwei Turniere gewonnen, darunter die sehr gut besetzten Qatar Masters 2003. In der Saison 2005 hatte er einen Durchhänger, konnte sich aber über die Tour School wieder für die Tour qualifizieren. Im November 2008 verpasste Fichardt jedoch die volle Spielberechtigung für die Saison 2009.
Im Jahre 2000 spielte er an der Seite von Retief Goosen für Südafrika im World Cup.
Darren Fichardt ist seit 2000 mit seiner Frau Natasha – einer ausgebildeten Sportpsychologin – verheiratet, die beiden haben ein Kind und Wohnsitze in Pretoria und Manchester.

## European Tour Siege
- 2001 São Paulo Brazil Open
- 2003 Qatar Masters
- 2012 Saint-Omer Open
- 2013 Africa Open (zählt auch zur Sunshine Tour)
- 2017 Joburg Open (zählt auch zur Sunshine Tour)

## Sunshine Tour Siege
- 1997 Bearing Man Highveld Classic
- 1999 Sun City Pro-Am, PGA's Cup (inoffizielle Events)
- 2001 SA Tour Championship, CABS/Old Mutual Zimbabwe Open
- 2004 Dimension Data Pro-Am
- 2006 Vodacom Origins of Golf Tour Final, Bearingman Highveld Classic
- 2009 Nashua Masters, Vodacom Origins of Golf Tour
- 2010 Dimension Data Pro-Am
- 2011 Vodacom Origins of Golf Tour, Suncoast Classic
- 2013 Africa Open (zählt auch zur European Tour)
- 2017 Joburg Open (zählt auch zur European Tour)

## Andere Turniersiege
- 2000 Golf Du Bassin Bleu
- 2002 Trophee des Nations (Reunion)